# Seleção Angolana de Andebol Feminino
A Selecção Angolana de Andebol Feminino, apelidada As Pérolas, é uma equipa africana composta pelas melhores jogadoras de andebol de Angola. A equipa é mantida pela Federação Angolana de Andebol.
É a equipa mais bem-sucedida do continente africano, com 16 dos 26 títulos do Campeonato Africano, 17 presenças no Campeonato Mundial e 8 presenças nos Jogos Olímpicos.

## Títulos
- Campeonato Africano (16): 1989, 1992, 1994, 1998, 2000, 2002, 2004, 2006, 2008, 2010, 2012, 2016, 2018, 2021, 2022 e 2024
- Jogos Pan-Africanos (7): 1991, 1995, 1999, 2007, 2011, 2015 e 2019.